# Intersubjetividade

Intersubjetividade é a relação entre sujeito e sujeito e/ou sujeito e objeto.
O relacionamento entre indivíduos no ambiente localiza-se no campo da ação, ou na liberdade de ação, o que implica a negociação com o outro.
Segundo Martin Buber (1878 - 1965), é a capacidade do ser humano de se relacionar com o seu semelhante. O ser humano possui a capacidade de inter-relacionamento com seu semelhante, ou seja, a intersubjetividade.  O relacionamento acontece entre o Eu e o Tu, e denomina-se relacionamento Eu-Tu. A inter-relação envolve o diálogo, o encontro e a responsabilidade, entre dois sujeitos e/ou a relação que existe entre o sujeito e o objeto. Intersubjetividade, é umas das áreas que envolve a vida do ser humano, e por isso precisa ser refletida e analisada pela filosofia, em especial pela Antropologia Filosófica.